# Myšlenková mapa

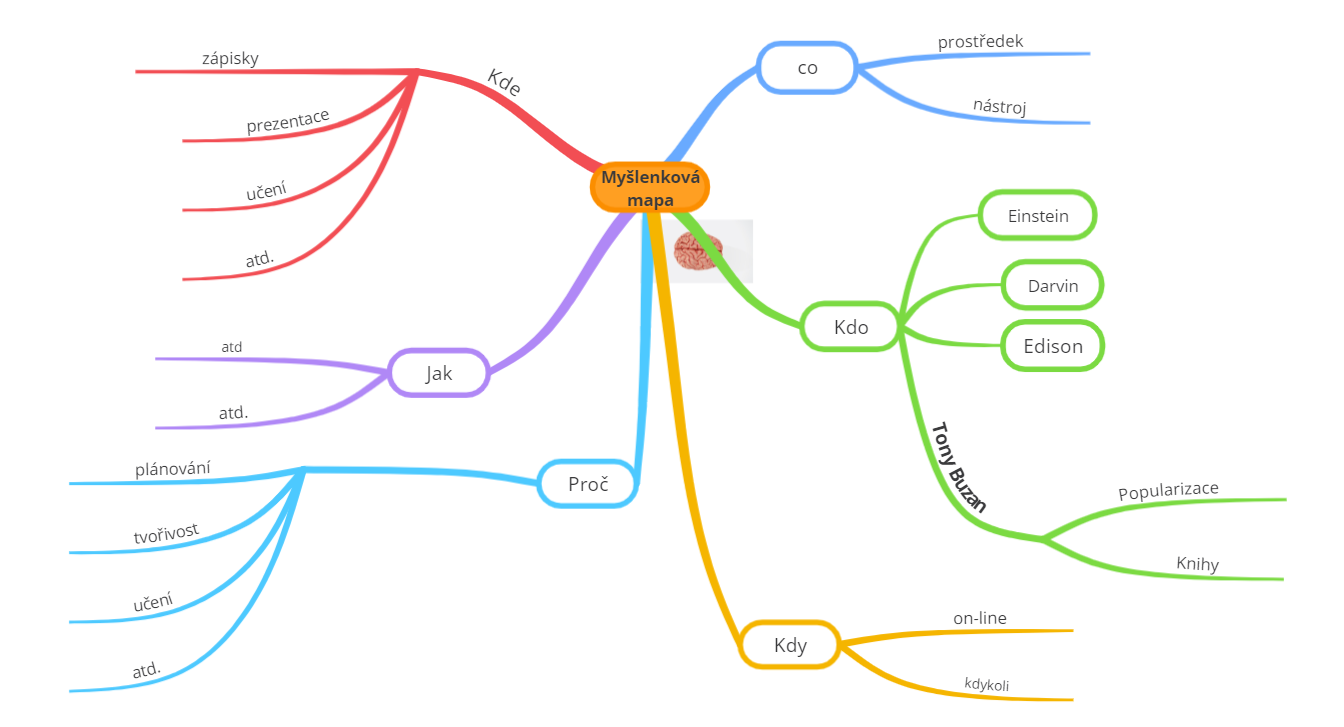
myšlenková mapa – software ayoa

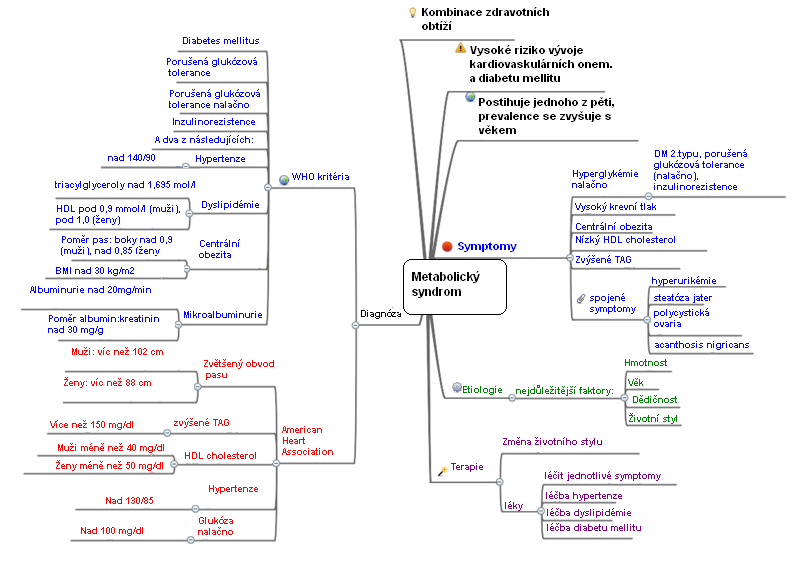
myšlenková mapa – metabolický syndrom

Myšlenková mapa je diagram používaný k vizuálnímu hierarchickému uspořádání informací ve struktuře, kde se propojují jednotlivé části nebo prvky celku. Je založena na ústřední myšlence nebo tématu. Hlavní myšlenky jsou spojeny přímo s ústředním tématem a další myšlenky hierarchicky pokračují a větví se. U každého slova v hierarchii lze znovu vytvářet další myšlenkovou strukturu, řadu asociací, další mapu. Obecně lze říci, že každou část, která tvoří myšlenkovou mapu, lze chápat jako samostatnou mapu, kterou ovlivňují souvislosti jejího okolí.
Strukturovaný zápis myšlenek a grafická schémata používali učenci již při výkladu myšlenek Aristotela. Ze středověku se dochovaly grafické stromy Ramona Llulla. Ke známým osobnostem používajících „myšlenkové mapy“ patřil například Leonardo da Vinci, Charles Darwin, Albert Einstein a další myslitelé, umělci i vědci. Definici myšlenkových map vytvořil v šedesátých letech dvacátého století psycholog Tony Buzan. Podle autora myšlenkové mapy představují vizuální nástroj pro myšlení. Podporují všechny funkce mozku a odráží přirozené paprskovité myšlení. Základ myšlenkové mapy je tvořen centrálním klíčovým prvkem, který je většinou umístěný ve středu mapy. Bývá velmi výrazný, často zachycený kresbou.
Lze je použít pro zobrazení libovolných myšlenek, zařazených do jakékoli souvislosti. Mohou pomoci při učení, řešení problémů, komunikaci a u mnoha dalších činností. Poslouží k zaznamenání brainstormingu. Podporují lidskou tvořivost. Myšlenkové mapy kreslené ručně rozvíjejí individuální vyjadřování myšlenek.

## Myšlenková mapa

### Historie

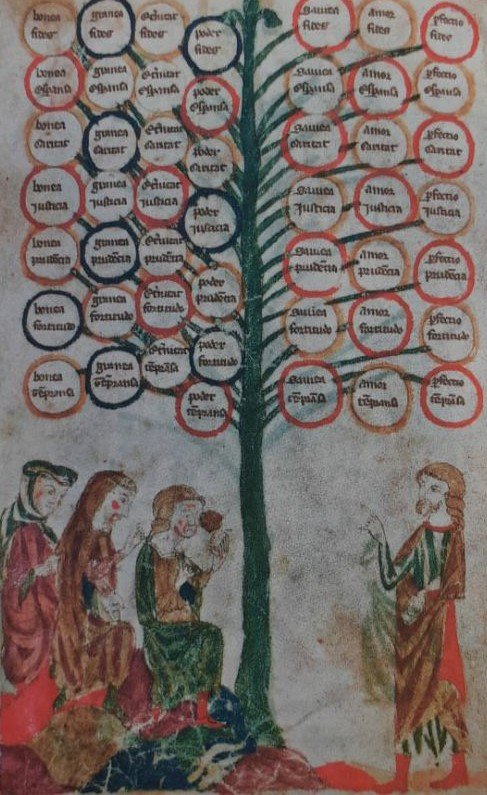
Ramon Llull, Strom II Knihy pohanů a tří mudrců

Strukturovaný zápis myšlenek používal již filozof Porfyrios. Pro své posluchače vytvořil grafické schéma tzv. porfyriův strom, kterým se snažil zpřehlednit výklad Aristotelových myšlenek. Katalánský filozof Ramon Llull na něho navázal ve středověku. Používal podobné nákresy jako zdroj poznávání. Vytvářel výtvarné objekty, pro snazší pochopení složitých myšlenek, které by z lineárně psaných textů bylo obtížné pochopit. Mezi známé patří Strom poznání a Strom filosofie lásky. 
Leonardo da Vinci je považován za zakladatele myšlenkových map. Svoje poznámky, kde se snažil zachytit vlastní pohled na nějaký problém, vytvářel spojením obrazů, textů, slov i vzorců do jednoho celku. V historii grafické znázornění svých myšlenek používala řada osobností ( například Charles Darvin, Albert Einstein, Thomas Alva Edison, Marie Curie, Pablo Picasso nebo Ted Hughes). Většinou to byly grafy nebo stromy.

Koncem poloviny dvacátého století se zabývali americký kognitivní vědec Allan M. Collins a psycholog Ross Quillian   koncepcí prezentace znalostí, která popisovala objekty a vztahy mezi nimi pomocí propojení a uzlů. Hledali způsob, jak pochopit a znázornit lidské učení a tvořivost. Dospěli k předpokladu, že tato cesta by nám mohla vést k lepšímu pochopení, jak funguje mozek. Na jejich myšlenky navázal Tony Buzan, který stanovil základní pravidla pro tvorbu těchto sítí. Metodu pojmenoval mentální (myšlenkové) mapy. Americký vědec a pedagog Joseph Donald Novak ve stejné době nabídl model pojmové mapy.

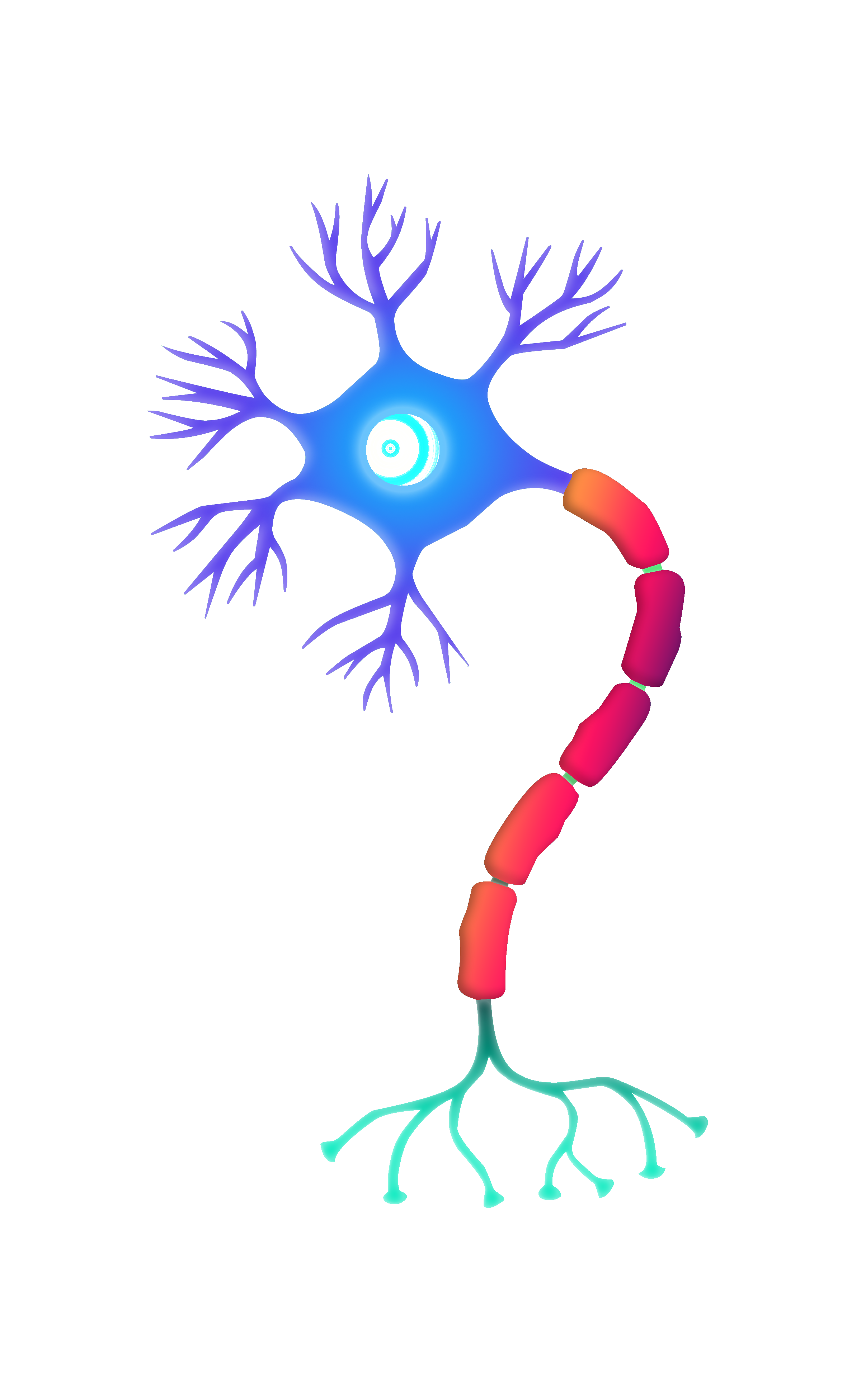
Nervová buňka – neuron připomíná svou strukturou myšlenkovou mapu

### Princip
Metoda myšlenkových map je založena na poznatku, že jejich struktura napodobuje myšlenkové procesy. Myšlenky se v mozku vytvářejí na principu asociací, kdy jeden pojem podnítí obraz dalších pojmů. Mozek myslí multilaterálně, mnoha směry. Struktura myšlení, evokující větve stromu, je teoreticky schopna obsáhnout nekonečné množství informací. Stejně funguje i myšlenková mapa.
Na ústřední téma myšlenkové mapy, většinou zobrazené uprostřed plochy, paprskovitě navazují související pojmy (slova, obrázky, symboly, piktogramy,...). Ty se potom samy stávají středem dalších asociací, které se mohou větvit na další a další položky. Názornost mapy se zvýší používáním různých barev pro každou větvenou oblast nebo vizuálních informací (obrázků). Mozek se tak lépe orientuje ve struktuře informací.

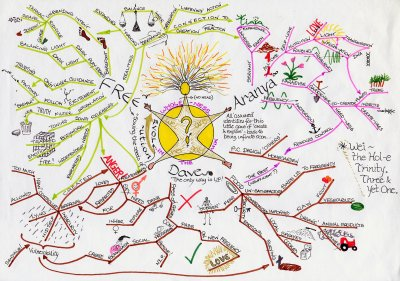
ručně kreslená myšlenková mapa

### Výhody a nevýhody myšlenkových map
Myšlenkové mapy jsou prezentovány jako univerzální nástroj. Myšlenková mapa vytvořená pouze z obrázků posouvá její použití do doby před počátek školní docházky nebo do první třídy ZŠ. Často se v souvislosti s myšlenkovými mapami objevuje pojem kreativita. Někdy jsou přirovnávány k uměleckému dílu. Veškerá témata se zobrazují jako celek. Na malém prostoru například na papíru o formátu A4 lze prezentovat velké množství informací a údajů. Přehledně zobrazené informace umožňují pochopit jejich vztahy a zároveň snazší pochopení složitého problému.
Vytváření myšlenkové mapy obecně vybízí k pochopení dané problematiky. V podstatě nelze vytvořit nebo nakreslit mapu bez porozumění konkrétnímu problému. Spojením textu s obrázky, barvami a dalšími grafickými prvky si lze informace snadněji zapamatovat a později vybavit.

#### Nevýhody
Jako u každé techniky je třeba věnovat čas k jejímu pochopení. Při psaní klasických poznámek člověk přemýšlí jinak, než při tvorbě myšlenkové mapy.  Ve srovnání s lineárními poznámkami, je také časově náročnější vytváření myšlenkové mapy. Někteří lidé vnímají myšlenkové mapy jako nepřehledné.

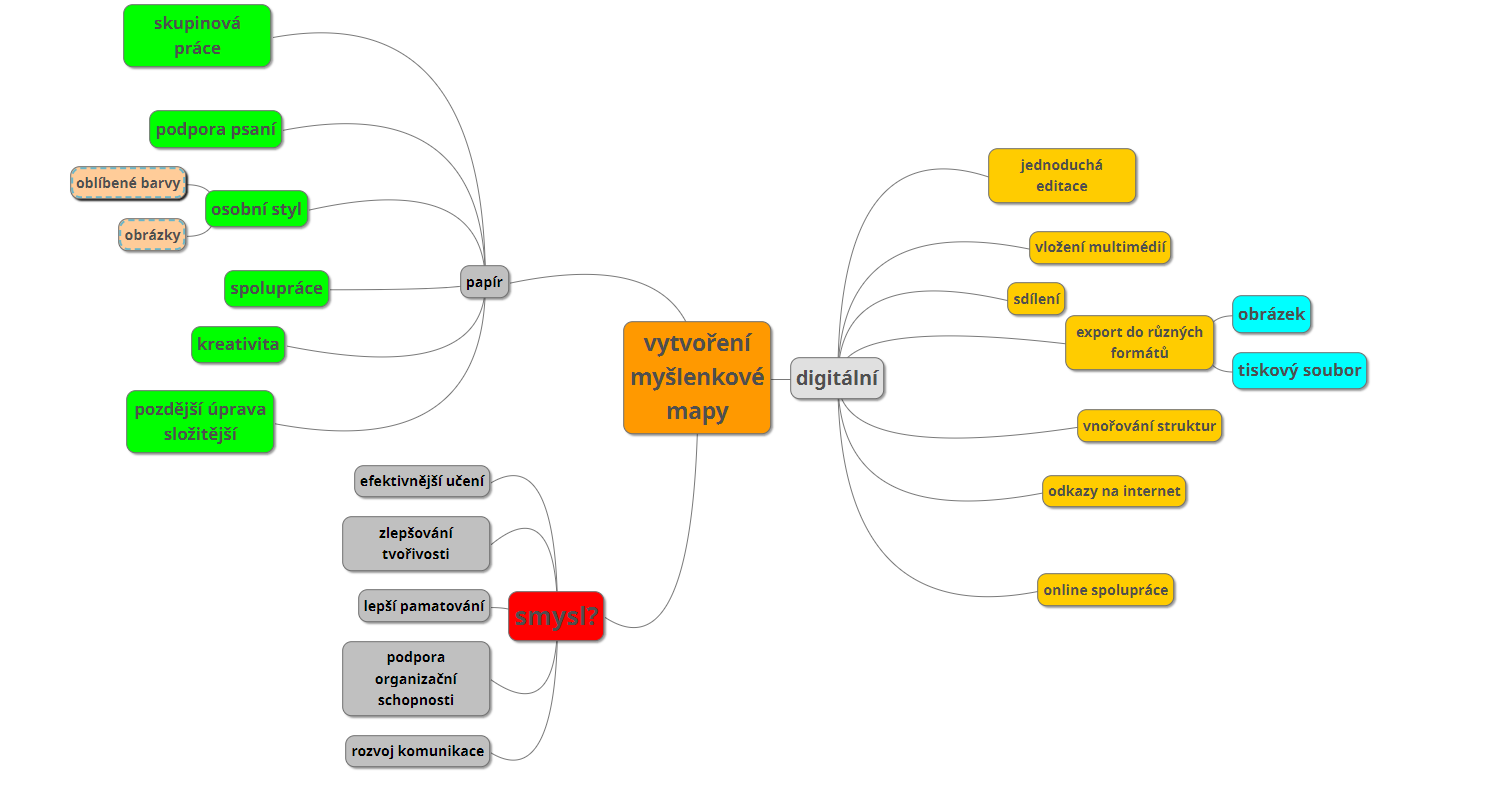
myšlenková mapa – software mindmup

### Papírové a elektronické myšlenkové mapy
Vytváření myšlenkové mapy na papíře s využitím barevných fixů nebo pastelek a obrázků více podporuje myšlení a umožňuje větší kreativitu jednotlivce. Přesto jsou v mnoha případech mapy vytvářené pomocí softwaru vhodnější. Software na tvoření myšlenkových map je přístupný na PC, tabletech i smartphonech. Lze koupit komerční programy (například iMindMap byl vytvořen ve spolupráci s Tony Buzanem), podobný software lze používat zdarma, také online.  
Na rozdíl od papírových map digitální myšlenkové mapy disponují neomezeným prostorem a jednoduchou editací. Možnost ukládání vlastní práce umožňuje následnou změnu a například jiné členění než bylo původně zamýšleno. Papírovou mapu by bylo nutné překreslit. Efektivita práce s pomocí softwaru je mnohonásobně vyšší. Většina softwaru umožňuje použít mapy jako prezentaci pro posluchače.

### Srovnání s lineární tvorbou zápisu poznámek
Podle Tony Buzana devadesát pět procent gramotné světové populace na počátku jednadvacátého století využívá tři základní nástroje zápisu poznámek. Mezi tyto nástroje patří:
- lineární záznamy (psáno chronologicky a hierarchicky, dodržování gramatické správnosti),

- znaky (písmena, slova, čísla),
- kritické přemýšlení (větší důraz na uspořádání než na obsah)

Nejčastěji používáme slova, čísla, věty, řádky, seznamy, logiku, kritické myšlení a jedinou barvu.
Nevýhoda lineárních zápisků: v množství textu jsou skryta zásadní klíčová slova, bránící proudu volných asociací a jejich vzájemnému propojování.   „Kreativitě a paměti se nedostává prostoru“.

## Příklady software na tvorbu myšlenkových map

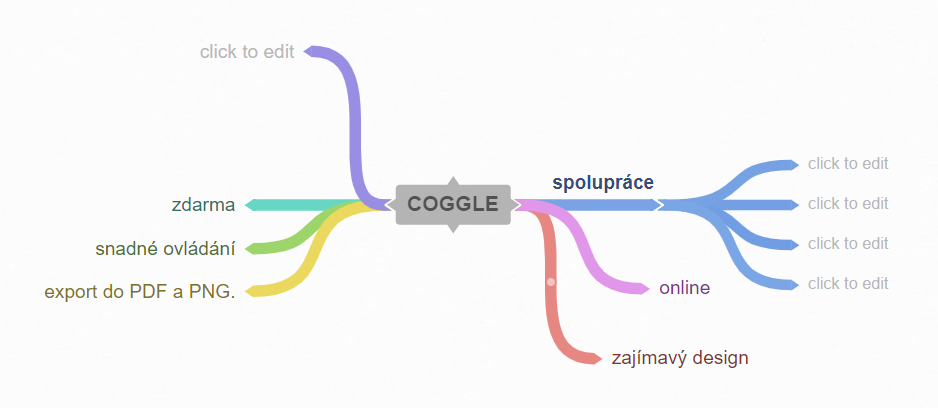
ukázka aplikace Coggle

- Coggle – webová aplikace pro začátečníky
- MindMup

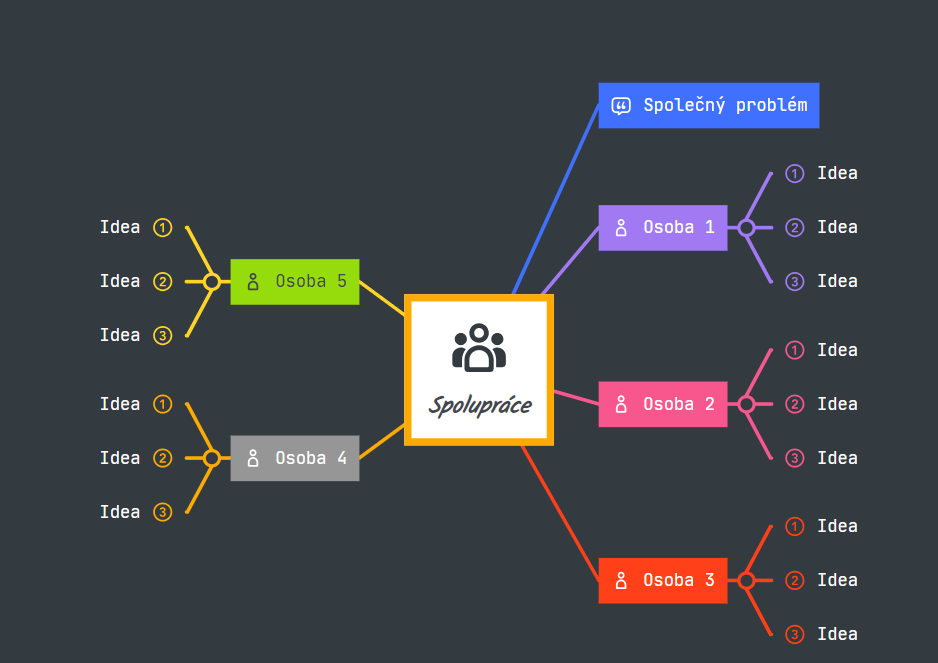
aplikace MindMeister

- Ayoa  aplikace MindMeisterMindMeister – podpora týmové práce, jednoduchý editor
- Edraw Mind Map
- FreeMind
- Freeplane
- Mind Map Architect
- Pimki
- VUE – Visual Understanding Environment (česky vizuální prostředí k porozumění)
- Wikimindmap – umožňuje automaticky generovat mapy ze vzájemně provázaných článků z Wikipedií.
- Wikka Wiki